# Rulyrana saxiscandens
Rulyrana saxiscandens es una especie de anfibio anuro de la familia de las ranas de cristal (Centrolenidae).
Es endémica del distrito de Tarapoto en el departamento de San Martín (Perú). Se encuentra amenazada de extinción por la pérdida de su hábitat y por el impacto del turismo.